# Nghề sản xuất violin truyền thống tại Cremona
Nghề sản xuất violin truyền thống tại Cremona là một hình thức thủ công điển hình của Cremona (Ý), nơi các nhạc cụ dây dùng vĩ như violin, viola, cello và contrabass được sản xuất kể từ thế kỷ 16.
"Nghề sản xuất violin truyền thống tại Cremona" (tên chính thức bằng tiếng Ý: "Saperi e saper fare liutario della tradizione cremonese") đã được UNESCO tuyên bố là di sản văn hóa phi vật thể năm 2012, trong kỳ họp thứ 7 của Uỷ ban Liên Chính phủ tại Paris.